# Кастрычник (Могилёвская область)
Кастры́чник (бел. Кастры́чнік) — деревня в составе Козловичского сельсовета Глусского района Могилёвской области Республики Беларусь.

## Население

### Численность
- 2009 год — 3 человека

### Динамика
- 1999 год — 8 человек
- 2009 год — 3 человека

## Достопримечательность
- Селище в левобережье р. Лиса на возвышении в урочище Подлипки, 0,97 км на юго-запад от деревни Кастрычник —  Историко-культурная ценность Республики Беларусь, шифр 513В000417